# 鄺鼎
鄺鼎（16世紀—17世紀），字器之，廣東廣州府南海縣人，明朝學者。

## 生平
鄺鼎年幼已有志讀書，寒暑不輟，是成化元年（1465年）的舉人，二年（1466年）會試中副榜，入國子監讀書文名，朝中知名人士都樂於和他交往，遣派兒子跟隨他學習《易經》，在國子監畢業二十多年，詩文灑脫有自得之趣；族人在大岑沙有祭田一區，被按察使陳某侵占，他向朝廷控訴得直，族人讓他入祀宗祠，兩廣總督韓雍表旌他，在家鄉建坊。

## 引用
1. 1 2  同治《南海縣志·卷三十五·列傳四》：鄺鼎，字器之，幼有志讀書，寒暑不輟，成化乙酉鄉舉，丙戌中乙榜，入太學有文名，時太宗伯白、學士尹、進士孫五美皆樂與交，遣其子受易于門，卒業國學二十餘年，為詩文灑然有自得之趣，族有大岑沙祭田一區，被憲使陳某所占，鼎訴當道直之，族人後祀于祠，兩廣都御史韓雍旌其賢，建坊于鄉。 據粤大記修
2. ↑  光緒《廣州府志·卷一百十五·列傳四》：鄺鼎，字器之，幼有志讀書，寒暑不輟，成化元年乙酉舉人，丙戌中乙榜，入太學聲稱籍甚，大宗伯白、學士尹、進士孫五美皆遣其子受易於門，卒業國學二十餘年，為詩文洒然有自得之趣，族有大岑沙祭田一區，為憲使陳某所占，厯訴當道而直之，族人後祀之於祠，兩廣都御史韓雍為建坊於鄉以旌其賢。 據粤大記修
3. ↑  道光《廣東通志·卷二百七十六·列傳九》：鄺鼎，字器之，南海人，幼有志讀書，寒暑不輟，成化乙酉中式鄉試，丙戌中乙榜，入太學肄業，每聲稱籍甚，時大宗伯白、學士尹、進士孫五美皆樂與交，遣其子受易千門，卒業國學二十餘年，為詩文灑然有自得之趣，族有大岑沙祭田一區，被憲使陳某所占，厯訴當道而直之，至今族人祀之于祠，兩廣都御史韓雍為建坊干鄉以旌其賢。 《粵大記》